# Зонд 1969В
Зонд М-2 е апарат от съветската програма Зонд и модифициран безпилотен вариант на космическия кораб Союз 7К-Л1С.

## Програма
Основните цели на мисията са втори старт на системата Н-1-Союз 7К-Л1С, обикаляне на Луната и кацане на Земята на предварително планирано място.

## Катастрофа
Стартът е даден на 3 юли 1969 г. Няколко секунди по-спира работата си двигател № 8 на блок „А“. Ракетата е на около 200 м височина и системата за контрол и управление на двигателите (КОРД) започва да изключва двигателите. За 12 секунди са изключени всички двигатели, освен № 18. На петнадесетата секунда сработват двигателите на системата за аварийно спасяване и спускаемият модул, отделен от ракетата-носител, успешно се приземява. На 23-та секунда от полета ракетата пада на стартовата площадка. В резултат на най-големия взрив в историята на космонавтиката тежко е повреден целият стартов комплекс. За възстановяването му са нужни почти две години. След аварията са разработени ред мероприятия, които веднага се прилагат на следващите ракети. Въведена е блокировка на системата КОРД, забраняваща спиране на двигателите в първите 50 секунди от полета, като посредством пружинна система в рулевите механизми се гарантира безопасно отдалечаване на ракетата от стартовата площадка даже и в случай на изключено електрозахранване. Това изобретение е реализирано не само на следващите ракети „H-1“, а се използва дори след 15 години на ракетата Енергия.